# Fischbrunn

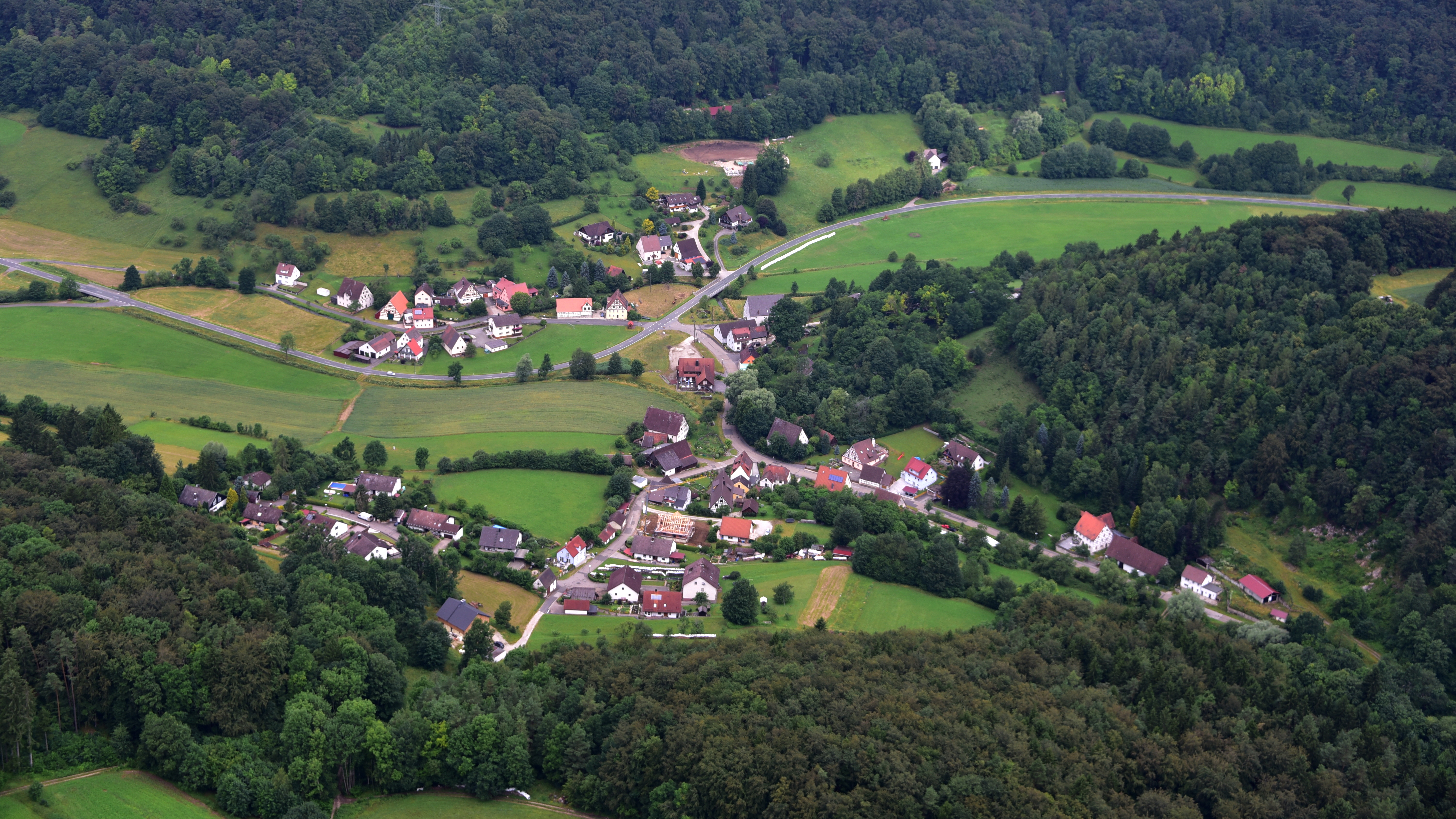
Fischbrunn, Luftaufnahme (2016)

Fischbrunn ist ein Gemeindeteil der Gemeinde Pommelsbrunn im Landkreis Nürnberger Land (Mittelfranken, Bayern). Fischbrunn liegt in der Gemarkung Hubmersberg.

## Lage
Das Dorf Fischbrunn liegt wenige Kilometer hinter Eschenbach im Hirschbachtal an der Kreisstraße LAU 30 und der Straße nach Hegendorf.

## Ortsname
Die Ortsbezeichnung wandelte sich in den historischen Dokumenten von Visprunnen nach Vischprunn über Fischbrvnn zu Fischbrunn. Der Name leitet sich vermutlich von den zahlreichen natürlichen Quellen und den fischreichen Bächen her.

## Geschichte
Funde in den Höhlen am Schwarzen Brand belegen, dass das Hirschbachtal, ein Nebental der Pegnitz, vermutlich schon in der jüngeren Steinzeit von Jägern und Sammlern aufgesucht wurde. An der heutigen Hirschbachtalstraße zwischen Eschenbach und Fischbrunn wurden mehrere Gräber mit Bronzeschmuck von Siedlern, die um 1200 vor Christus dort gelebt haben müssen, gefunden. Vermutlich kamen später die Kelten, dann die Germanen, danach die Franken und Altbayern. Erstmals urkundlich erwähnt wurde Fischbrunn im Jahre 1289 anlässlich der Rückgabe von Lehensgütern an die Turrigl, ritterliche Vasallen der damaligen Gebietsherren, der Schenken von Reicheneck. Im Urbar der Propstei Hersbruck von 1300 werden als Besitz des Klosters Bergen bei Neuburg an der Donau bei „Vischprunn“ genannt „4 mansus“ (Huben), nach dem Baierischen Salbuch vom Jahr 1326 besaßen Propstei und Vogtei Hersbruck in Fischbrunn vier Huben und ein Lehen (Halbhube). Auch im Böhmischen Salbüchlein Kaiser Karls IV. von 1366/68 wird „Fischbrvnn“ erwähnt. Weitere urkundliche Erwähnungen, sämtlich an Kaufvorgänge gebunden, datieren in die Jahre 1409/10. In den Jahren 1518 bis 1528 besaß Hans III. Ebner von Eschenbach zu Fischbrunn einen Hof und zwei Drittel eines Hofes als Parsberger Lehen. Das letzte Drittel war Eigen der Ebner. Nach dem Landshuter Erbfolgekrieg von 1504/05 gehörte Fischbrunn für drei Jahrhunderte zum Landgebiet der Reichsstadt Nürnberg und wurde in dieser Zeit von dessen Pflegamt Hersbruck verwaltet. Dieses übte sowohl die Hochgerichtsbarkeit, als auch die Dorf- und Gemeindeherrschaft über den Ort aus. Nach den Wirren des Dreißigjährigen Krieges und dem Aufstieg Napoléons I. fiel es 1806 zusammen mit der Reichsstadt Nürnberg an das neu geschaffene Königreich Bayern. 1808 wurde die Gemeinde Hubmersberg gegründet, die auch Fischbrunn mit einschloss. Bedingt durch den Zustrom von Flüchtlingen, erreichte der Ort im Jahr 1806 mit 182 Personen seinen höchsten Einwohnerstand. Im Zuge der zweiten großen Gebietsreform in Bayern erfolgte am 1. Januar 1972 der Zusammenschluss der Gemeinde Hubmersberg mit der Gemeinde Pommelsbrunn.

## Baudenkmäler

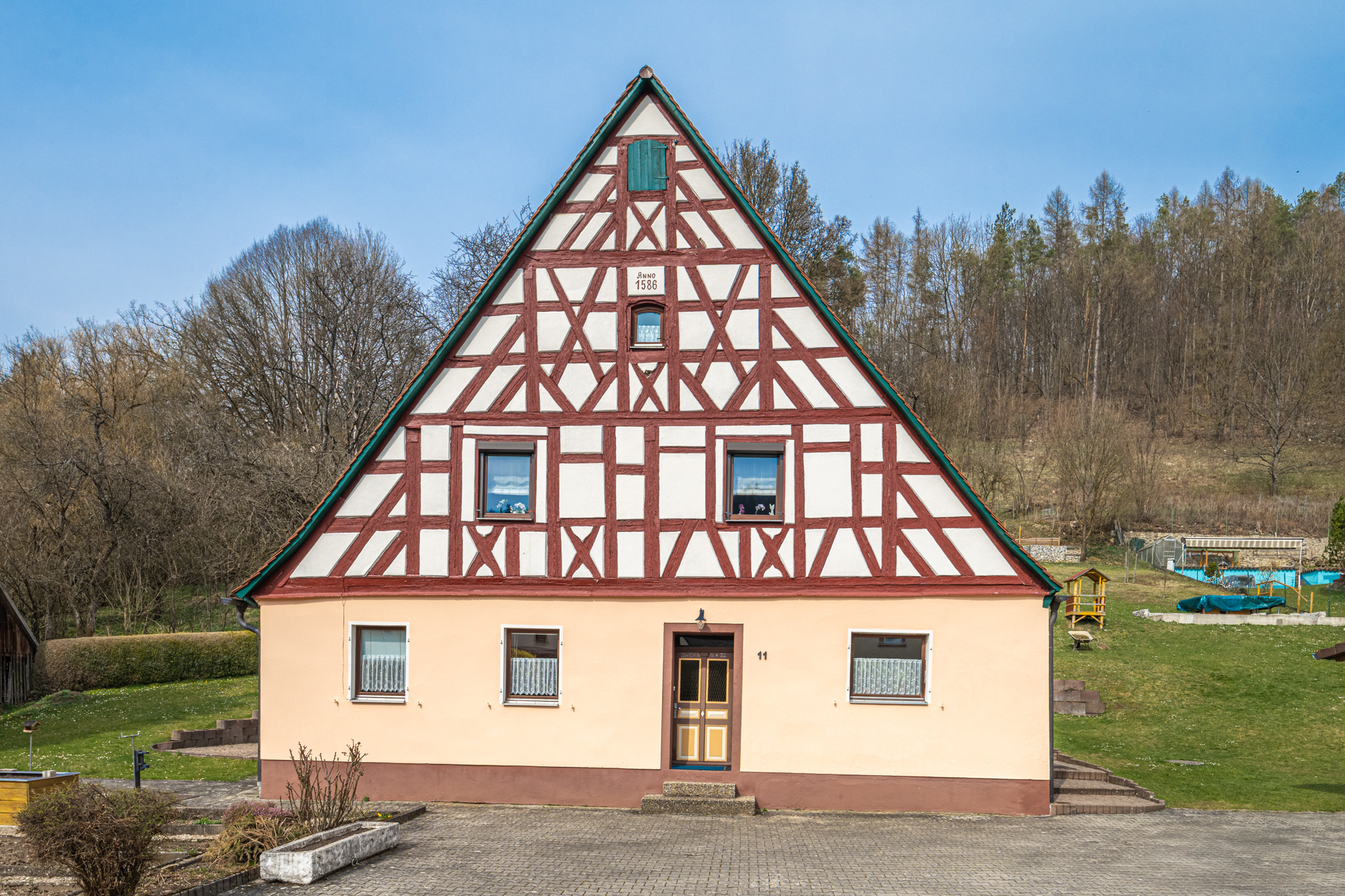
Ehemaliges Wohnstallhaus in Fischbrunn

## Schutzgebiete

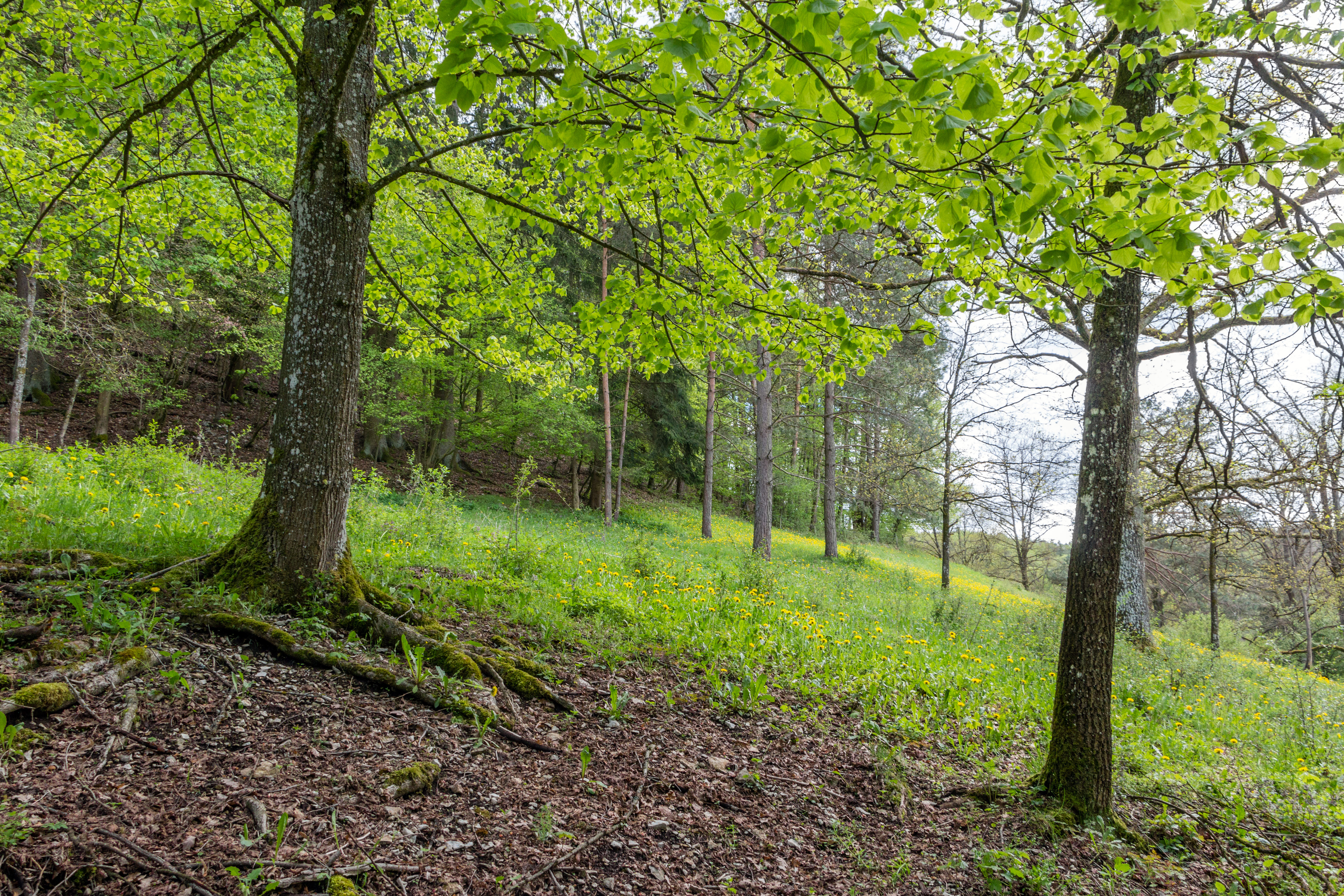
Fischbrunner Anger im Mai 2021

Nördlich von Fischbrunn befindet sich der geschützte Landschaftsbestandteil Fischbrunner Anger.